# Hedwig Bauschulte
Hedwig Bauschulte (gift Hink), född 2 januari 1908, död 20 april 1977, var en tysk friidrottare med löpgrenar som huvudgren. Bauschulte var en pionjär inom damidrott, hon blev silvermedaljör vid den fjärde damolympiaden 1934.

## Biografi
Hedwig Bauschulte föddes 1908 i mellersta Tyskland. När hon började hon med friidrott gick hon med i idrottsföreningen TV Osnabrück (senare kallad VfL Osnabrück) i Osnabrück, hon tävlade för klubben under hela sin aktiva tid. Hon tävlade främst i löpning 100 meter och 200 meter men även i längdhopp.
Den 14 juli 1929 satte hon tyskt rekord i längdhopp med 5,51 meter vid tävlingar i Meppen. Bauschulte deltog i flera tyska mästerskap, 1934 blev hon mästare i längdhopp vid tävlingar i Nürnberg 27–29 juli före Traute Göppner och Selma Grieme. 1935 tog hon bronsplats i löpning 100 meter vid tävlingar 3–4 augusti i Berlin.
Bauschulte deltog sedan vid den fjärde damolympiaden 9–11 augusti 1934 i London, under idrottsspelen vann hon silvermedalj i längdhopp med 5,79 meter efter Traute Göppner och med Zdeňka Koubková på bronsplats. Resultatet blev även hennes personbästa.
Senare gifte hon sig och drog sig tillbaka från tävlingslivet, Bauschulte-Hink dog 1977.